# Codru, Moldova
Codru (fostul sat  Costiujeni) este un oraș din Republica Moldova. Administrativ aparține de municipiul Chișinău.

## Geografie
Orașul Codru este practic alipit de capitala Moldovei, orașul Chișinău, cu limita administrativă dintre cele două trecând prin zonă locativă neîntreruptă. Orașul Codru astfel este integrat cu Chișinău, din mai multe puncte de vedere.
La periferia sudică a orașului, în sectorul Costiujeni, se află Spitalul Clinic de Psihiatrie „Costiujeni” și Spitalul Dermatologie și Maladii Comunicabile, ambele de importanță republicană.
La limita Orașului se află două lacuri, iar prin Codru curg două pâraie.

## Demografie
Structura etnică, conform recensământului din 2004
     Moldoveni și Români (84,96%)
     Ruși (7,2%)
     Ucraineni (5,6%)
     Bulgari (0,87%)
     Găgăuzi (0,57%)
     Alții (0,78%)

### Structura etnică
Structura etnică a orașului conform recensământului populației din 2004:
| Grup etnic                                               | Populație  | % Procentaj  |
| -------------------------------------------------------- | ---------- | ------------ |
| Băștinași declarați Moldoveni Băștinași declarați Români | 11.304 826 | 79,18% 5,78% |
| Ruși                                                     | 1.028      | 7,20%        |
| Ucraineni                                                | 800        | 5,60%        |
| Bulgari                                                  | 125        | 0,87%        |
| Găgăuzi                                                  | 82         | 0,57%        |
| Alții                                                    | 112        |              |
| Total                                                    | 14.277     | 100%         |

## Administrație și politică
Componența Consiliului local Codru (23 de consilieri), ales la 5 noiembrie 2023, este următoarea:
|  | Partid                                       | Consilieri | Componență | Componență | Componență | Componență | Componență | Componență | Componență | Componență | Componență | Componență | Componență |
|  | -------------------------------------------- | ---------- | ---------- | ---------- | ---------- | ---------- | ---------- | ---------- | ---------- | ---------- | ---------- | ---------- | ---------- |
|  | Partidul Acțiune și Solidaritate             | 11         |            |            |            |            |            |            |            |            |            |            |            |
|  | Mișcarea Alternativa Națională               | 7          |            |            |            |            |            |            |            |            |            |            |            |
|  | Partidul Socialiștilor din Republica Moldova | 2          |            |            |            |            |            |            |            |            |            |            |            |
|  | Partidul Liberal Democrat din Moldova        | 2          |            |            |            |            |            |            |            |            |            |            |            |
|  | Platforma Demnitate și Adevăr                | 1          |            |            |            |            |            |            |            |            |            |            |            |